# Goldberger család

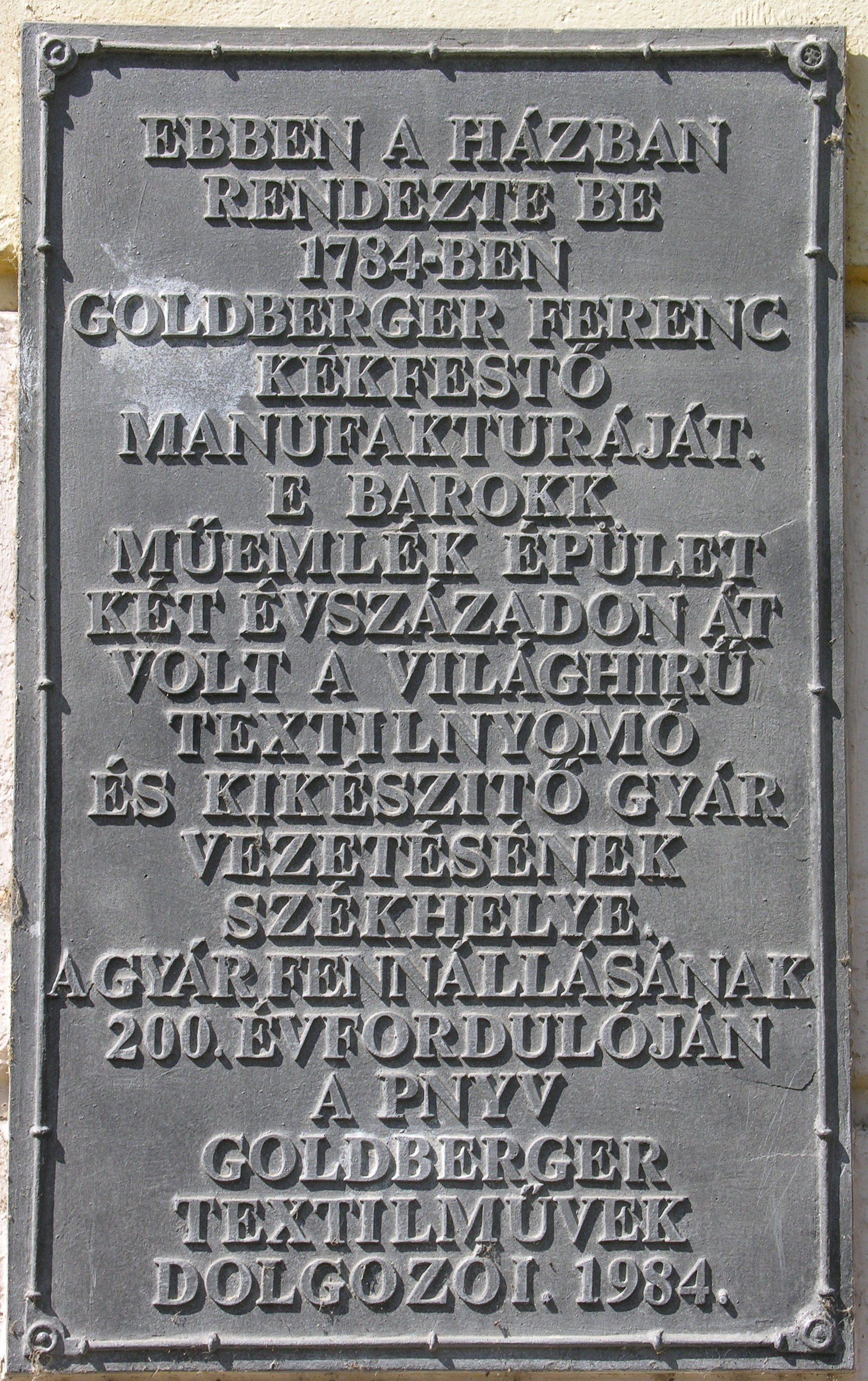
Goldberger Ferenc emléktáblája a budapesti Textilmúzeum épületén

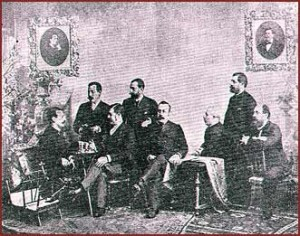
A Goldberger család. Balról Arnold, Gusztáv, Albert, Gyula, Berthold, Ferenc, Samu és Ödön.

A Goldberger család Perec nevű őse egy aranyműves volt, aki a családi hagyomány szerint az itáliai Padovából vagy Velencéből, más feltételezés szerint Morvaországból vándorolt Magyarországra és Óbudán telepedett le. Fia, Goldberg Ferenc – aki a 19. század elején változtatta nevét Goldbergerre – már itt született 1755-ben. Fiatal korában textiltermékekkel kereskedett, majd egy kékfestővel, a cseh Stibrall mesterrel társulva 1785-ben a mai Lajos utcában kékfestő üzemet alapított (abban az épületben, ahol ma a budapesti Textilmúzeum található). 
Termékeik hamar igen népszerűvé váltak. Pesten raktárt és üzletet tartott fenn, az utóbbiban – a Nemzeti Színház és a Pilvax-kávéház után elsőként – bevezette a gázvilágítást (tömlőben tárolt gázzal táplálva az égőket), 1800-ban nagykereskedést is nyitott, ahol elsősorban saját termékeit forgalmazta. Később megvette a családi lakóház és műhely mellett álló két házat is és a mögöttük levő területen bővítette az üzemet.
Goldberger Ferencet fia, Goldberger Sámuel (1784–1848) követte az üzlet élén. Ő gyakorlatilag már 1810 óta a gyártással, míg apja a termékek értékesítésével foglalkozott. 1845-ben megvásárolt egy perrotine-gépet, az akkori kor legmodernebb textilnyomógépét.
Goldbergerék támogatták az 1848–49-es forradalom és szabadságharcot, részt vettek a honvédség egyenruhákkal való ellátásában, emiatt a szabadságharc leverése után nagy összegű hadisarcot kellett fizetniük és termékeik jelentős részét be kellett szolgáltatniuk.
Goldberger Sámuel elhunytával felesége, Adler Erzsébet vette át a gyár irányítását, amely hamar talpra állt és 1854-ben ismét jogot kapott a nagykereskedelmi tevékenységre. Az özvegy 1861-ben visszavonult (1869-ben halt meg) és fiainak adta át a céget. 1857-ben a Pest-Budára látogató Ferenc József is felkereste a gyárat, annak jeléül, hogy „megbocsátott” a cégnek a szabadságharc idején tanúsított magatartásáért. A család 1867-ben nemesi címet kapott, ekkor vehették fel a "budai" előnevet. A család egyes tagjai az 1900-as évektől kezdődően gyakran y-nal "buday"-ként használták nemesi előnevüket, Goldberger Leó pedig "Buday-Goldberger"-re változtatta a nevét. 
1870-től Goldberger Károly irányította a vállalatot. Tőle 1876-ban a legidősebb fia, Goldberger Berthold vette át a vezetést, aki haláláig, 1913-ig állt a cég élén. Ebben az időszakban rendezkedtek be az akkorra már elavult perrotine nyomógépek helyett a hengernyomógépek használatára és termékeikkel jelentős piaci sikereket értek el itthon és külföldön egyaránt. 1905-ben az addig közkereseti társaságként működő céget Goldberger Sám. és F. Rt. néven részvénytársasággá alakították. (A „Sám.” és az „F.” rövidítés a nagy elődökre, Sámuelre és Ferencre utalt.)

## Goldberger Leó
Goldberger Leó, Goldberger Berchtold fia, a magyar textilipar egyik nevezetes alakja volt, aki a 20. század első évtizedeiben a hazai textilipar korszerűsítésében igen nagy szerepet vállalt. Az 1785-ben alapított Goldberger-gyár elnök-vezérigazgatója, majd pedig a Gyáriparosok Országos Szövetségének (GYOSZ) igazgatója volt. A Magyar Textilgyárosok Országos Egyesületének elnöke, a Magyar Külkereskedelmi Intézet igazgatósági tagja, a Magyar Nemzeti Bank főtanácsosa, 1935-től pedig  felsőházi tag. 1944-ben a Gestapo elfogta és koncentrációs táborba hurcolta; pár nappal a mauthauseni tábor felszabadulása után ott halt meg.

## Megjegyzés
1. ↑  A perrotine-gép nevét feltalálójáról, a francia Perrotról kapta, aki 1834-ben találta fel a dúcnyomáson alapuló textilnyomó gépet. A dúcok a felületükből kidomborodó mintát a bélyegzőhöz hasonló módon nyomták rá a szövetre. A gépen 3–4 dúcot alkalmaztak, ezek felületét előzőleg más-más színű festékanyaggal kenték be. A különböző színű nyomatok összességükben hozták létre a színmintát. A gép szakaszos működésű volt, a szövetet minden nyomat létrehozatala után továbbította.